# Cyrtopodium eugenii
Cyrtopodium eugenii é uma espécie rupícola do Brasil central, com pseudobulbos de até 30 centímetros de altura, fusiformes e robustas, com as partes superior e inferior afuniladas e sustentando estreitas folhas lanceoladas e alternadas, de 40 centímetros de comprimento, de cor verde acinzentado. Perde as folhas para soltar a vigorosa e ereta haste floral não ramificada, com até trinta flores alternadas. Flor de 4 centímetros de diâmetro, com pétalas e sépalas esverdeadas e densamente pintalgadas de marrom claro. Labelo plano e rombudo, de cor amarelo intenso.
Floresce no outono.